# La Fille des prairies
La Fille des prairies (titre original : Calamity Jane and Sam Bass) est un film américain réalisé par George Sherman, sorti en 1949.

## Synopsis
Sam Bass débarque à Denton au Texas pour y trouver un emploi. Mal reçu par le shérif Will Egan qui n'aime pas les vagabonds désargentés, il sympathise avec l'épicière Katherine Egan, qui n'est autre que la soeur du shérif . Elle lui fait crédit pour ses achats. Lorsque des cavaliers traversent la grand-rue au galop derrière un cheval emballé, il parvient à arrêter l'animal et le calmer, au grand étonnement de la cavalière, Calamity Jane. Le talent de Sam Bass avec les animaux et la recommandation de Katherine lui permettent d'obtenir un emploi au ranch du shérif. Là, il tombe amoureux de Katherine et promet de l'épouser dès qu'il aura acquis son propre ranch. S'endettant auprès du shérif, il gagne un pari habile lors d'une course de chevaux, qui lui permet d'acquerir une jument réputée qui a perdu la course en chutant. Sam avait repéré qu'elle était seulement gênée par un fer mal fixé. 
Convoyant les troupeaux jusqu'à la ville d'Albuquerque, il s'inscrit à une compétition, sur de gagner avec sa jument. Il fait miser non seulement son argent personnel et celui de ses équipiers mais aussi l'argent de la vente du bétail qui doit revenir aux ranchers pour lesquels il travaille, en tout 16 000 dollars. Malheureusement, sa jument décède durant la course truquée. Pour récupérer l'argent misé et le restituer aux ranchers, Sam Bass et ses équipiers doivent attaquer le convoi qui transporte l'argent de l'organisateur de la course. Sam est désormais poursuivi pour attaque à main armée, puis pour meurtre.
Emprisonné, il s'évade avec l'aide de Calamity Jane qui l'accompagne dans sa suite, lui et ses compagnons. Au bout plusieurs attaques à mains armées, ils sont finalement acculés au sommet d'une colline par le shérif et ses hommes qui les tuent tous à l'exception de Sam et de Calamity. Ces derniers profitent de la nuit pour descendre en ville, car le shérif a fait croire à Sam que sa jument est encore en vie, soignée en ville. Mais Sam, mortellement blessé, meurt dans les bras de Calamity, devant le shérif et la femme qu'il avait promis d'épouser.

## Fiche technique
- Titre : La Fille des prairies
- Titre original : Calamity Jane and Sam Bass
- Réalisation : George Sherman
- Scénario : Maurice Geraghty et Melvin Levy d'après une histoire George Sherman
- Production : Leonard Goldstein et Aaron Rosenberg
- Société de production : Universal Pictures
- Direction musicale : Milton Schwarzwald
- Photographie : Irving Glassberg
- Montage : Edward Curtiss
- Direction artistique : Bernard Herzbrun et Richard H. Riedel
- Costumes : Yvonne Wood
- Pays d'origine : États-Unis
- Format : Couleur (Technicolor) - Son : Mono (Western Electric Sound System)
- Genre : Western
- Durée : 85 minutes
- Dates de sortie : 4 juillet 1949 (États-Unis)

## Distribution
- Yvonne De Carlo : Calamity Jane
- Howard Duff : Sam Bass
- Dorothy Hart : Katherine Egan
- Willard Parker : Shérif Will Egan
- Norman Lloyd : Jim Murphy
- Lloyd Bridges : Joel Collins
- Marc Lawrence : Harry Dean
- Houseley Stevenson : Dakota
- Milburn Stone : Abe Jones
- Clifton Young : Link
- Roy Roberts : Marshal Peak
- Ann Doran : Lucy Egan
- Walter Baldwin : Doc Purdy

Acteurs non crédités :
- Harry Harvey : un agent du relais
- Douglas Walton : un bookmaker